# Sipuncula
Embranchement
Synonymes
- Apometamera

Sous-classes de rang inférieur
- Phascolosomatidea
- Sipunculidea

Position phylogénétique
- bilatériens
  - protostomiens
    - lophotrochozoaires
      - eutrochozoaires
        - syndermates
          - rotifères
          - acanthocéphales
          - cycliophores ?

        - spiraliens
          - entoproctes
          - parenchymiens
            - plathelminthes
            - némertes

          - mollusques
          - siponcles
          - annélides

      - lophophorata

    - chaetognathes ?
    - cuticulates

  - mésozoaires ?
  - deutérostomiens
    - échinodermes
    - pharyngotrèmes

Les Siponcles (Sipuncula) sont un embranchement d'animaux marins vermiformes non-segmentés. Ils sont sédentaires et vivent au fond des océans (de la zone intertidale à près de 7 000 m de fond), cachés dans les sédiments, les anfractuosités rocheuses ou dans des tubes vide de vers tubulaires.

## Description et caractéristiques

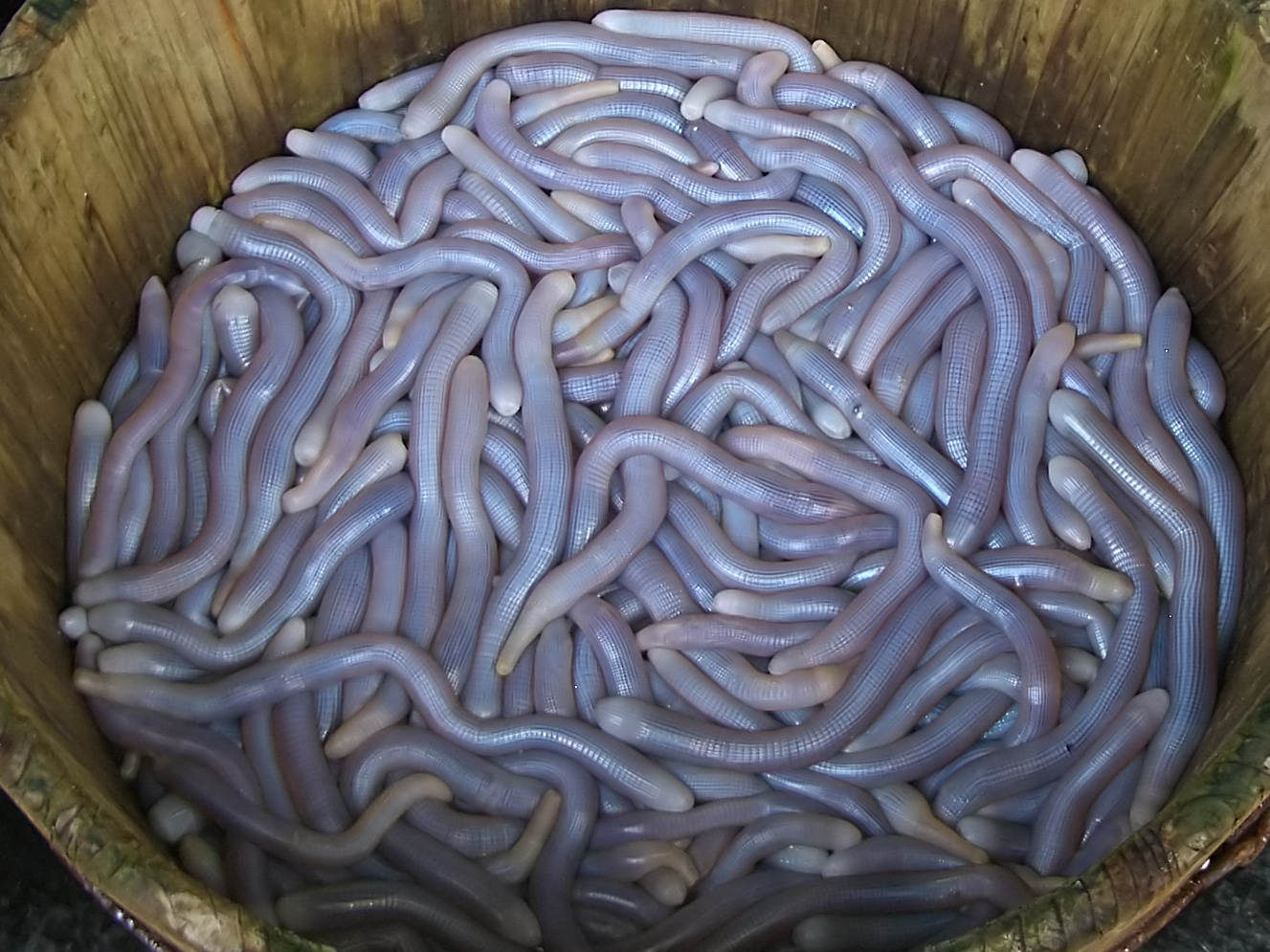
Sipunculus sp. en vente en Chine.

Leur corps présente deux zones différentes. La partie avant constitue un segment rétractable, l'introvert, qui porte à l'extrémité la bouche, entourée de tentacules ciliés ou de lobes charnus permettant la collecte des particules en suspension. La partie arrière, plus ventrue, reste protégée. Les siponcles n'ont ni système respiratoire ni système circulatoire.
Certaines espèces sont consommées en Asie, notamment en Chine.

## Phylogénie et Classification
Du fait de leur absence de segmentation, ils ont souvent été considérés comme un embranchement distinct des Annélides mais les analyses de phylogénie moléculaire confirment leur appartenance (comme celle des Échiuriens) à cet embranchement,. Une possible synapomorphie d'un sous-groupe d'annélides contenant les siponcles, serait la présence d'une cuticule constituée d'une matrice contenant des fibres de collagène arrangées perpendiculairement les unes aux autres ainsi formant une "grille orthogonale",. Par conséquent ce caractères serait potentiellement une synapomorphie du clade (Amphinomida + Sipuncula + Pleistoannelida), et absent chez des groupes comme les Oweniidae, Magelonidae, ou les Chaetopteridae, faisant partie des nœuds profonds de l'arbre phylogénétique des annélides.
Ils semblent exister depuis longtemps, avec des fossiles d'espèces proches des actuels siponcles remontant au Cambrien.

## Liste des sous-groupes
| Selon World Register of Marine Species (27 juillet 2015) : - classe Phascolosomatidea - ordre Aspidosiphonida - famille Aspidosiphonidae de Quatrefages, 1865 - ordre Phascolosomatida - famille Phascolosomatidae Stephen & Edmonds, 1972 - classe Sipunculidea - ordre Golfingiida - famille Golfingiidae Stephen & Edmonds, 1972 - famille Phascolionidae Cutler & Gibbs, 1985 - famille Sipunculidae Rafinesque, 1814 - famille Themistidae Cutler & Gibbs, 1985 - Sipuncula incertae sedis | Selon ITIS : - sous-classe Phascolosomatidea (E. Cutler & Gibbs, 1985) - Ordre Aspidosiphoniformes - Famille Aspidosiphonidae - Ordre Phascolosomatiformes - Famille Phascolosomatidae - sous-classe Sipunculidea (E. Cutler & Gibbs, 1985) - Ordre Golfingiiformes - Famille Golfingiidae - Famille Phascolionidae - Famille Themistidae - Ordre Sipunculiformes - Famille Sipunculidae |

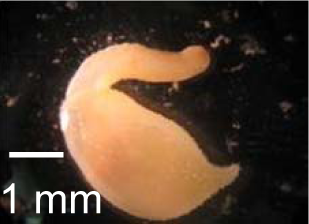
Phascolosoma turnerae (famille des Phascolosomatidae)
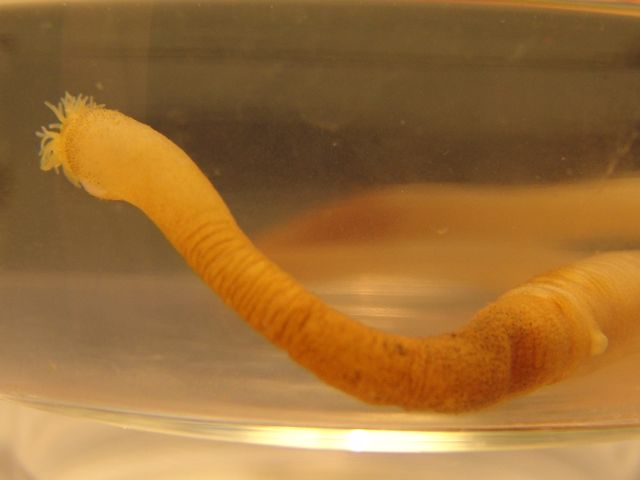
Golfingia sp. (famille des Golfingiidae)
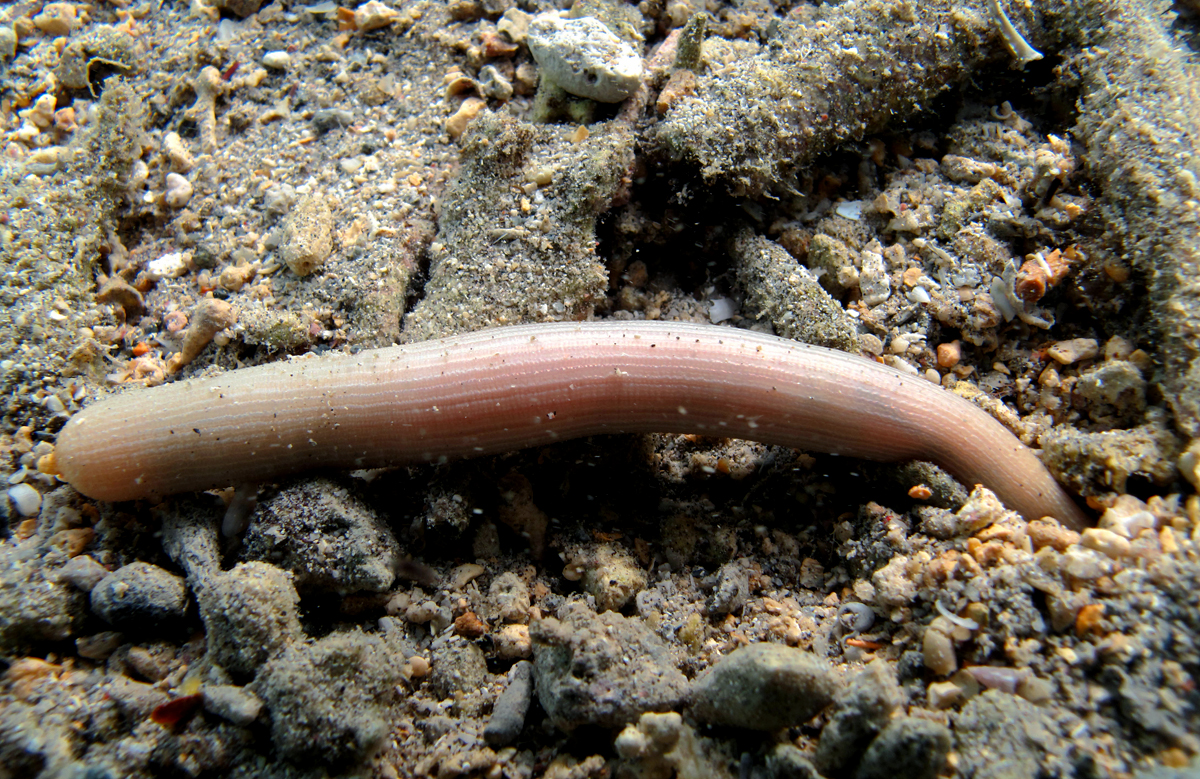
Sipunculus sp. (famille des Sipunculidae)
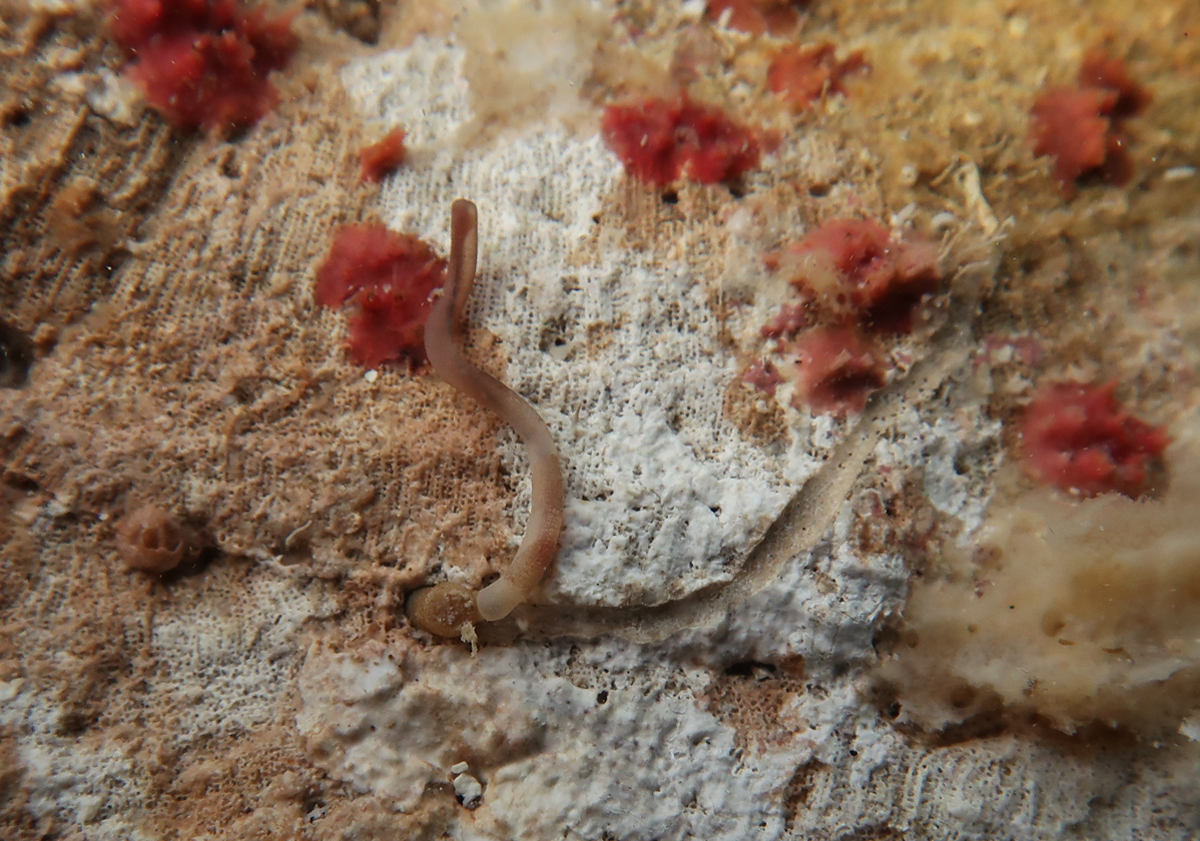
Probiscis d'un siponcle.